# Nguyễn Thị Ngọc Lan
Nguyễn Thị Ngọc Lan (sinh ngày 5 tháng 8 năm 1985) là đại biểu quốc hội Việt Nam khóa 14 nhiệm kì 2016-2021, thuộc đoàn đại biểu quốc hội tỉnh Bắc Ninh. Bà là một trong 21 đại biểu không phải là đảng viên Đảng Cộng sản Việt Nam trúng cử đại biểu quốc hội 14, Bà đã ứng cử và trúng cử đại biểu quốc hội lần đầu năm 2016 ở đơn vị bầu cử số 2, gồm thị xã Từ Sơn (nay là thành phố Từ Sơn) và các huyện: Tiên Du, Yên Phong, tỉnh Bắc Ninh.

## Xuất thân
Nguyễn Thị Ngọc Lan sinh ngày 5 tháng 8 năm 1985 quê quán ở Khu Cô Mễ, phường Vũ Ninh, thành phố Bắc Ninh, tỉnh Bắc Ninh. 
Bà hiện cư trú ở Khu Cô Mễ, phường Vũ Ninh, thành phố Bắc Ninh, tỉnh Bắc Ninh.

## Giáo dục
- Giáo dục phổ thông: 12/12
- Đại học Dược, Đại học chuyên ngành Công nghệ hóa
- Thạc sĩ Dược

## Đại biểu Quốc hội Việt Nam khóa 14 nhiệm kì 2016-2021

### Luật Chuyển giao công nghệ (sửa đổi)
Thảo luận về Luật Chuyển giao công nghệ (sửa đổi) sáng 2 tháng 6 năm 2017, bà đề nghị bổ sung khái niệm công nghệ lạc hậu vào dự thảo luật. Khái niệm này theo bà như sau: "Công nghệ lạc hậu là những giải pháp quy trình, bí quyết kỹ thuật có kèm hoặc không kèm công cụ, phương tiện dùng để biến đổi nguồn lực thành sản phẩm nhưng không được áp dụng trong thời gian 10 năm hoặc đã được đăng ký, sản xuất, áp dụng quá 10 năm và không phù hợp với quy chuẩn, kỹ thuật quốc gia hoặc tiêu chuẩn quốc gia về công nghệ" 
Bà cũng đề nghị cần quy định cụ thể, rõ ràng về cơ chế chuyển giao kết quả nghiên cứu và phát triển công nghệ thuộc sở hữu nhà nước cho các cá nhân, tổ chức.